# Bernard Vallet
Pour les articles homonymes, voir Vallet.
Bernard Vallet, né le 18 janvier 1954 à Vienne dans l'Isère, est un coureur cycliste français.

## Biographie
Bernard Vallet, d'un gabarit plutôt modeste, soit 1,72 m et 65 kg, a toutefois accompli un brillant parcours de coureur sur route mais aussi sur la piste, et en premier lieu en tant que junior et amateur.
Professionnel de 1976 à 1989, il a notamment été meilleur grimpeur du Tour de France 1982 et vainqueur d'étape du Tour 1980, à Martigues. Excellent rouleur, lieutenant de Joop Zoetemelk, Mariano Martinez et de Bernard Hinault, il a également remporté les Six jours de Paris et de Grenoble.
Il est le parrain de la course cycliste L'Ardéchoise.
De 2003 à 2011, Bernard Vallet était analyste du Tour de France sur la chaîne québécoise Canal Évasion en compagnie des deux animateurs Richard Garneau et Louis Bertrand. De plus, il est analyste des Grand Prix cycliste de Montréal et Grand Prix cycliste de Québec sur la diffusion Québécoise depuis la première édition.

## Palmarès sur route

### Palmarès amateur
- 1968
  -  Champion de France sur route minimes
- 1971
  -  Champion de France sur route cadets
  -  Champion de France des scolaires et universitaires
- 1973
  - Champion de la Côte d'Azur sur route
  - Circuit des Monts du Livradois
  - 1re étape du Circuit de la Drôme
  - Dernière étape du Tour du Vaucluse
  - Grand Prix de Cours-la-Ville
  - 3e du Grand Prix du Froid Caladois
- 1974
  - 3e étape du Tour de l'Avenir
  - Paris-Évreux
  - 2e étape du Tour du Béarn-Aragon
  - 4e étape du Tour du Gevaudan
  - 2e du Tour du Gevaudan
  - 2e de Paris-Mantes
  - 3e de la Route de France
  - 3e du Tour des Alpes-de-Provence
- 1975
  -  Champion de la Côte d'Azur sur route
  - Palme d'or Merlin-Plage
  - Route de France :
    - Classement général
    - Classement par points
    - 2e et 3e étapes

  - Tour du Gévaudan :
    - Classement général
    - 2eb et 3e étapes

  - Paris-Dreux
  - Circuit de la Drôme
  - Trophée Peugeot
  - Trophée de Nice (contre-la-montre)
  - Grand Prix de Cours-la-Ville
  - 2e du Circuit de Saône-et-Loire
  - 2e du Circuit boussaquin

### Palmarès professionnel
| - 1975 - 2e de l'Étoile des Espoirs - 1976 - 2e de la Polymultipliée - 6e de Paris-Nice - 7e du Critérium du Dauphiné libéré - 1978 - 3e du Grand Prix d'Isbergues - 1979 - Tour du Limousin : - Classement général - 1re étape - 1re étape du Tour du Vaucluse - 3e de Paris-Camembert - 9e de Paris-Nice - 1980 - Grand Prix de Rennes - 15e étape du Tour de France - 3eb étape du Tour du Limousin - 1981 - Tour d'Armor : - Classement général - 2e étape - 4e étape des Quatre Jours de Dunkerque - Circuit des genêts verts - 2e du championnat de France sur route - 9e de Bordeaux-Paris | - 1982 - Tour de l'Aude - 4ea et 7eb (contre-la-montre) étapes du Critérium du Dauphiné libéré - Grand Prix de la montagne du Tour de France - 2e du championnat de France sur route - 2e de la Polymultipliée - 2e du Grand Prix de la ville de Rennes - 8e du Critérium du Dauphiné libéré - 1984 - 3e étape du Tour de Romandie - 3e étape du Tour de Normandie - 1985 - 3e étape du Tour de France (contre-la-montre par équipes) - 3e de Châteauroux-Limoges - 1986 - 3e étape du Tour du Vaucluse - 3e de Bordeaux-Paris - 6e du Tour de Romandie - 1987 - Bordeaux-Paris - 3e du Grand Prix de Plumelec - 6e du Critérium du Dauphiné libéré |  |

### Résultats sur les grands tours

#### Tour de France
10 participations
- 1977 : 20e
- 1979 : 20e
- 1980 : 31e, vainqueur de la 15e étape
- 1981 : 45e
- 1982 : 12e,  vainqueur du classement de la montagne
- 1983 : 58e
- 1984 : 73e
- 1985 : 46e, vainqueur de la 3e étape (contre-la-montre par équipes)
- 1986 : 62e
- 1987 : 60e

#### Tour d'Italie
- 1985 : 43e

## Palmarès sur piste
- 1978
  - 2e du championnat de France de poursuite
- 1979
  - 3e des Six jours de Grenoble (avec Patrick Sercu)
- 1980
  - Six jours de Nouméa (avec Maurizio Bidinost)
  - 2e des Six jours de Grenoble (avec Albert Fritz)
- 1982
  - Six jours de Grenoble (avec Gert Frank)
- 1983
  - 2e des Six jours de Grenoble (avec Jacques Michaud)
- 1984
  -  Champion de France de la course aux points
  - Six jours de Paris a (avec Gert Frank)
  - Six jours de Grenoble (avec Gert Frank)
  - 2e du championnat de France de poursuite
  - 2e des Six jours de Paris b (avec Gert Frank)
- 1985
  - 3e des Six jours de Paris (avec Gert Frank)
- 1986
  - Six jours de Paris (avec Danny Clark)
  - 2e des Six jours de Grenoble (avec Gert Frank)
- 1987
  - Six jours de Grenoble (avec Charly Mottet)
- 1988
  - 3e des Six jours de Paris (avec Laurent Biondi)